# Stazione di Évreux-Normandie
La stazione di Évreux-Normandie (in francese Gare de Évreux-Normandie) è la principale stazione ferroviaria della città francese di Évreux.